# Maison natale des frères Than à Bečej
La maison natale des frères Than (en serbe cyrillique : Родна кућа браће Тан у Бечеју ; en serbe latin : Rodne kuće braće Tan u Bečeju) est située à Bečej, dans la province de Voïvodine et dans le district de Bačka méridionale, en Serbie. Elle est inscrite sur la liste des monuments culturels protégés de la République de Serbie (identifiant no SK 1905).
Cette maison se trouve aux no 6 et 8 rue Glavna (« rue principale »).

## Présentation
La maison commémorative des frères Than abrite des reproductions des œuvres du peintre hongrois Mór Than (1828-1899), ainsi que des documents sur la vie de son frère Károly Than, un chimiste qui est notamment célèbre pour sa découverte de l'oxysulfure de carbone et qui a été l'un des fondateurs de l'Académie hongroise des sciences.